# 郑刚

郑刚

郑刚（1918年7月—2001年9月9日），原名毛青云，河南鄢陵人，汉族。中共八大代表。

## 生平
郑刚生于鄢陵县彭店镇汪庄村，父亲是小学教员。随父亲读完小学后1931年考入开封私立中学，1932年转到扶沟县吕潭中学，次年毕业并考入商丘高中。1935年一二·九运动的消息传到商丘后，郑刚与同学上街游行，次年因进行抗日宣传被勒令退学，但仍继续活动，当年被捕，投入河南第一监狱。1937年2月保释出狱后奔赴陕北找红军。途经山西太原时，由老同学穆欣介绍，加入地下党领导的太原国民师范民训团第六队当学员。1937年4月加入中国共产党。卢沟桥事变后，国民师范民训团与国民党军官教导团合编为“青年抗敌决死队”；9月，郑刚任决死队第四总队指导员，不久调任重机枪连指导员兼党支部书记，次年任第三总队营教导员。1939年冬，在山西沁源参加由薄一波授课的马列主义哲学训练班。1940年8月，到中共中央北方局党校学习。1941年4月学习结束后，受派到国民革命军第九十三军做地下工作，组建起太岳游击支队，任支队政委。1945年夏，调任晋冀鲁豫第四纵队政治部民运部长。1947年夏，随部进入叶县旧县镇。1948年2月成立起中共叶县委员会，郑刚任书记。同年8月，组建叶县独立营，郑刚兼任政委。1948年12月，郑刚奉命返回部队，任中国人民解放军第二野战军第四兵团民运部长。1949年随部队西进，到昆明后任中国人民解放军第十四军第四十一师政委。1950年3月至1956年4月，兼任中共保山地委书记、中共保山地委纪委书记。1956年4月至1957年3月，任中共德宏地委书记。其间1956年5月至1957年7月，当选为德宏州政协第一届委员会主席。1956年12月，周恩来、贺龙在芒市参加中缅边民联欢大会时，由郑刚陪同其视察村寨。1957年3月，调任云南省农村工作部副部长兼农办主任和党组书记。1958年12月至1960年3月，又调任中共德宏地委第一书记。1960年4月，调任中共大理地委第一书记，1962年12月书记处撤销，改任地委书记至1964年10月。在1965年开始的大理州“大四清”运动中，郑刚被列为重点批斗对象。“文革”期间，又被打成“三反分子”。1978年平反。1980年任云南省侨务办公室主任兼党支部书记。1983年9月离休。2001年9月9日病逝于昆明，享年83岁。